# Iridomyrmex butteli
Iridomyrmex butteli é uma espécie de formiga do gênero Iridomyrmex.